# Jānis Andersons
Jānis Andersons (* 7. Oktober 1986 in Riga, Lettische SSR) ist ein lettischer Eishockeyspieler, der seit Juni 2015 beim HKM Zvolen in der slowakischen Extraliga unter Vertrag steht.

## Karriere
Jānis Andersons begann seine Karriere als Eishockeyspieler in seiner Heimatstadt, in der er von 2001 bis 2003 für den HK Prizma Riga in der lettischen Eishockeyliga, sowie der Division B der East European Hockey League, sowie in der Saison 2002/03 für den HK Riga 2000 in der East European Hockey League aktiv war. Anschließend verbrachte der Verteidiger drei Jahre in den Nachwuchsabteilungen der schwedischen Eishockeyclub Stocksunds IF, AIK Ishockey und Almtuna IS, wobei er zusätzlich auch für die erste Mannschaft von AIK in der drittklassigen Division 1 und das Profiteam von Almtuna IS in der zweitklassigen HockeyAllsvenskan zum Einsatz kam. 
Die Saison 2006/07 begann Andersons bei seinem Ex-Club HK Riga 2000 in Lettland und beendete sie bei Vsetínská hokejová in der tschechischen Extraliga. Anschließend verbrachte er bei dessen Ligarivalen HC Oceláři Třinec bis zu seinem Vertragsende im Anschluss an die Saison 2009/10 weitere drei Spielzeiten in der Extraliga. Zur Saison 2010/11 kehrte er in seine lettische Heimat zurück und schloss sich dort Dinamo Riga aus der Kontinentalen Hockey-Liga an. Für Dinamo kam er in den folgenden zwei Jahren zu wenigen KHL-Einsätzen und spielte ansonsten für den  HK Liepājas Metalurgs in der belarussischen Extraliga.
Im August 2012 absolvierte er ein Probetraining und zwei Spiele der European Trophy für den KLH Chomutov, erhielt aber keinen Vertrag. Kurze Zeit später wurde er vom  HK Kompanjon-Naftohas Kiew aus der Ukrainischen Eishockeyliga verpflichtet. Zur Saison 2013/14 zog es Andersons nach Deutschland zu den Heilbronner Falken, welche in der DEL2 spielten. Nach nur einer Saison in Deutschland wechselte er in die slowakische Extraliga zum HC Dukla Trenčín.  

### International
Für Lettland nahm Andersons im Juniorenbereich an den U18-Junioren-B-Weltmeisterschaften 2003 und 2004, sowie der U20-Junioren-B-Weltmeisterschaft 2005 und der U20-Junioren-Weltmeisterschaft 2006 teil. Im Seniorenbereich stand er im Aufgebot seines Landes bei der Qualifikation zu den Olympischen Winterspielen 2010 in Vancouver, sowie bei der Weltmeisterschaft 2010 in Deutschland.

## Erfolge und Auszeichnungen
- 2005 Aufstieg in die Top Division bei der U20-Junioren-Weltmeisterschaft der Division I

## Extraliga-Statistik
(Stand: Ende der Saison 2010/11)